# Herb Monako

Herb Monako

Herb Monako – jeden ze symboli narodowych Monako. 
Herb przedstawia na czerwonym płaszczu podbitym gronostajami i zwieńczonym koroną wielkoksiążęcą tarczę z czerwono-srebrnym polem rombowym, karowanym. Tarczę okala łańcuch Orderu Świętego Karola (ustanowionego przez księcia Karola III w 1858). Pod tarczą i orderem znajduje się srebrna wstęga z dewizą Deo juvante. Trzymacze − dwóch franciszkańskich mnichów z wzniesionymi obnażonymi mieczami – to odwołanie do podstępnego zdobycia Monako 8 stycznia 1297 przez Franciszka Przebiegłego, przebranego za franciszkańskiego mnicha (wyczyn ten uznaje się za początek panowania dynastii Grimaldich w Monako).
Dewiza zapisana w herbie rodu Grimaldich nawiązuje do zwrotu Deo iuvante, często używanego w korespondencji przez seniora Monako Lamberta Grimaldi (1458–1494), który doprowadził do niezależności księstwa.